# توم سميث (لاعب كرة قاعدة)
توم سميث (بالإنجليزية: Tom Smith)‏ هو لاعب كرة قاعدة أمريكي، ولد في 5 ديسمبر 1871 في بوسطن في الولايات المتحدة، وتوفي في 2 مارس 1929 في دورشستر ‏ في الولايات المتحدة.

## وصلات خارجية
- توم سميث على موقعبيزبول رفرنس.كوم (الدوري الرئيسي) (الإنجليزية)
- توم سميث على موقعبيزبول رفرنس.كوم (الدوري الثانوي) (الإنجليزية)